# Elisabeth van Griekenland en Denemarken

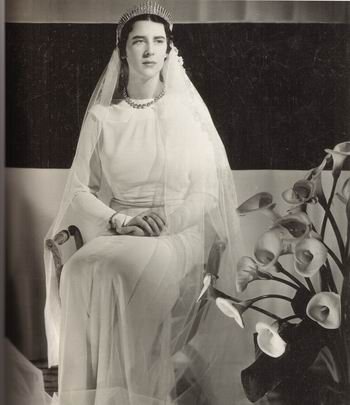
Prinses Elisabeth van Griekenland

Elisabeth van Sleeswijk-Holstein-Sonderburg-Glücksburg (Tatoi, Griekenland, 24 mei 1904 – München, 11 januari 1955), prinses van Griekenland en Denemarken (Grieks: Πριγκίπισσα Ελισάβετ της Ελλάδας και Δανίας), was de tweede dochter van prins Nicolaas van Griekenland en Helena Vladimirovna van Rusland.
Elisabeth, die de bijnaam “Woolly” had, was een getalenteerd ruiter. Zij trouwde op 10 januari 1934 in München, Duitsland, met Karel Theodoor zu Törring-Jettenbach, een zoon van Sophie Adelheid in Beieren. Elisabeth en Karel Theodoor kregen twee kinderen:
- Hans Veit Casper Nicolaas (11 januari 1935)
- Helena Marina Elisabeth (20 mei 1937)

Elisabeth stierf op 50-jarige leeftijd aan kanker.